# Premi de les Lletres Catalanes Ramon Llull
För andra betydelser, se Ramon Llull (olika betydelser).
Premi de les Lletres Catalanes Ramon Llull ('Ramón Llulls katalanska litteraturpris') är ett litterärt pris. Det delas ut av förlaget Planeta för ett ännu outgivet verk på katalanska.
Priset är det katalanska litteraturpriset med störst prissumma. Fram till 2012 fick vinnaren 90 000 euro, från år 2013 60 000 euro. Prisutdelningen sker årligen i februari månad.

## Historik
Priset skapades 1981 av förläggaren José Manuel Lara Hernández, med målsättningen att uppmärksamma och ge vidare spridning åt en bok skriven på katalanska. Det vinnande bidraget översätts sedan också till spanska och franska. Från början riktades priset bara in sig på romaner, men numera kan det även delas ut till novellsamlingar eller memoarer.
Åren 2007–09 delade förlaget Planeta och Andorras regering på värdskapet för priset. Åren 2011 och 2012 skötte Fundació Ramon Llull (med säte i Andorra) både arrangemang och finansiering av priset. Därefter är förlaget Planeta återigen ensam organisatör och prisutdelare.

## Pristagare
| År   | Pristagare                     | Verk                                       | Titelöversättning                           |
| ---- | ------------------------------ | ------------------------------------------ | ------------------------------------------- |
| 1981 | Joan Perucho i Gutierres-Duque | Les aventures del cavaller Kosmas          | 'Riddar Kosmas äventyr'                     |
| 1982 | Ramon Folch i Camarasa         | Sala de miralls                            | 'Spegelsalen'                               |
| 1983 | Pere Gimferrer                 | Fortuny                                    |                                             |
| 1984 | Ignasi Riera i Gassiot         | El rellotge del pont d'Esplugues           | 'Uret vid Grottbron'                        |
| 1985 | Miquel Ferrà i Martorell       | El misteri del Cant Z-506                  | 'Mysteriet med Sång Z-506'                  |
| 1986 | Olga Xirinacs Díaz             | Zona marítima                              | 'Havszonen'                                 |
| 1987 | Valentí Puig                   | Somni Delta                                | 'Deltasömnen'                               |
| 1988 | Pau Faner                      | Moro de rei                                | 'Den kungliga moren'                        |
| 1989 | Carme Riera                    | Joc de miralls                             | 'Spegelleken'                               |
| 1990 | Sebastià Serrano               | Elogi de la passió pura                    | 'Eloge över den rena passionen'             |
| 1991 | Lluís Romero                   | Castell de cartes                          | 'Korthuset'                                 |
| 1992 | Terenci Moix                   | El sexe dels àngels                        | 'Änglarnas kön'                             |
| 1993 | Jaume Fuster i Guillemó        | El jardí de les Palmeres                   | 'Palmträdgården'                            |
| 1994 | Nèstor Luján                   | La Rambla fa baixada                       | 'Nedför Ramblan'                            |
| 1995 | Albert Manent                  | Marià Manent, biografia íntima i literària | 'Marià Manent, intim och litterär biografi' |
| 1996 | Josep Maria Ballarín           | Santa Maria, pa cada dia                   | 'Sankta Maria, vårt dagliga bröd'           |
| 1997 | Joan Corbella                  | D'avui a demà                              | Från idag till i morgon'                    |
| 1998 | Joan Barril                    | Parada obligatòria                         | 'Obligatoriskt stopp'                       |
| 1999 | Maria de la Pau Janer          | Lola                                       |                                             |
| 2000 | Maria Mercè Roca               | Delictes d'amor                            | 'Kärlekens brott'                           |
| 2001 | Baltasar Porcel                | L'emperador o L'ull del vent               | 'Kejsaren eller Vindens öga'                |
| 2002 | Màrius Carol                   | Les seduccions de Júlia                    | 'Julias förförelser'                        |
| 2003 | Gemma Lienas                   | El final de joc                            | 'Slutspelet'                                |
| 2004 | Alfred Bosch                   | Les set aromes del món                     | 'Världens sju smaker'                       |
| 2005 | Lluís-Anton Baulenas           | Per un sac d'ossos                         | 'För en påse ben'                           |
| 2006 | Màrius Serra                   | Farsa                                      | 'Farsen'                                    |
| 2007 | Gabriel Janer Manila           | Tigres                                     | 'Tigrarna'                                  |
| 2008 | Najat El Hachmi                | L'últim patriarca                          | 'Den siste patriarken'                      |
| 2009 | Carles Casajuana               | L'últim home que parlava català            | 'Den siste mannen som talade katalanska'    |
| 2010 | Vicenç Villatoro               | Tenim un nom                               | 'Vi har ett namn'                           |
| 2011 | Núria Amat                     | Amor i guerra                              | 'Kärlek och krig'                           |
| 2012 | Imma Monsó                     | La dona veloç                              | 'Den snabba kvinnan'                        |
| 2013 | Sílvia Soler                   | L'estiu que comença                        | 'Sommaren har börjat'                       |
| 2014 | Care Santos                    | Desig de xocolata                          | 'Längtan efter choklad'                     |
| 2015 | Xavier Bosch                   | Algú com tu                                | 'Någon som du'                              |
| 2016 | Víctor Amela                   | La filla del capità Groc                   | 'Dottern till kapten Gul'                   |
| 2017 | Pilar Rahola                   | Rosa de cendra                             | 'Askros'                                    |
| 2018 | Martí Gironell                 | La força del destí                         | 'Ödets kraft'                               |
| 2019 | Rafel Nadal                    | El fill de l'italià                        | 'Italienarens son'                          |
| 2020 | Núria Pradas                   | Tota una vida per recordar                 | 'Ett helt liv att minnas'                   |
| 2021 | Gerard Quintana                | L'home que va viure dues vegades           | 'Mannen som levde två gånger'               |
| 2022 | Empar Moliner                  | Belvolguda                                 | 'Den välkomna'                              |
| 2023 | Andreu Claret                  | París érem nosaltres                       | 'Paris var vi'                              |